# Saison 1903-1904 du FC Barcelone
La saison 1903-1904 du FC Barcelone est la quatrième depuis la fondation du club.

## Faits marquants
Le 17 septembre 1903, Arthur Witty relève Paul Haas à la présidence du club.
Lors du premier championnat de Catalogne, Barcelone se classe à la 4e place. La baisse dans la qualité du jeu coïncide avec le départ de Hans Gamper qui arrête de jouer afin de se consacrer entièrement à ses affaires, bien qu'il intervienne encore de temps en temps. Il est alors âgé de 25 ans et il continue à faire partie de la commission sportive.
Le FC Barcelone dispute son premier match à l'étranger le 1er mai 1904 à Toulouse. Le Barça joue alors contre le Stade Olympique et l'emporte sur le score de 3 à 2.